# 10685 Kharkivuniver
10685 Kharkivuniver è un asteroide della fascia principale. Scoperto nel 1980, presenta un'orbita caratterizzata da un semiasse maggiore pari a 2,5510778 UA e da un'eccentricità di 0,3207084, inclinata di 9,92629° rispetto all'eclittica.